# Wielkie Sioło (Chołchło)
Wielkie Sioło – dawniej wieś. Obecnie część Chołchła na Białorusi, w obwodzie mińskim, w rejonie mołodeckim, w sielsowiecie Chożów.
Dawniej używana nazwa – Wielkie Pole.

## Historia
W czasach zaborów wieś w okręgu wiejskim Starzynki, w gminie Hermaniszki, w powiecie wilejskim, w guberni wileńskiej Imperium Rosyjskiego. W 1865 liczyła 8 dusz rewizyjnych, należała do dóbr Mańkowszczyzna, własność Ratyńskich.
W latach 1921–1945 wieś leżała w Polsce, w województwie wileńskim, w powiecie wilejskim, od 1927 roku w powiecie mołodeczańskim, w gminie Gródek.
Według Powszechnego Spisu Ludności z 1921 roku zamieszkiwało tu 237 osób, 12 było wyznania rzymskokatolickiego a 225 prawosławnego. Jednocześnie 11 mieszkańców zadeklarowało polską a 226 białoruską przynależność narodową. Było tu 45 budynków mieszkalnych. W 1931 w 50 domach zamieszkiwało 261 osób.
Wierni należeli do parafii rzymskokatolickiej i parafii prawosławnej w Chołchle. Miejscowość podlegała pod Sąd Grodzki w Rakowie i Okręgowy w Wilnie; właściwy urząd pocztowy mieścił się w Gródku.
W wyniku napaści ZSRR na Polskę we wrześniu 1939 miejscowość znalazła się pod okupacją sowiecką. 2 listopada została włączona do Białoruskiej SRR. Od czerwca 1941 roku pod okupacją niemiecką. W 1944 miejscowość została ponownie zajęta przez wojska sowieckie i włączona do Białoruskiej SRR.
Od 1991 w składzie niepodległej Białorusi.